# Hostert (Schwalmtal)
Hostert ist ein Wohnplatz der Gemeinde Schwalmtal, Kreis Viersen. Er kam zusammen mit dem 2,5 km weiter westlich gelegenen Waldniel im Rahmen der Eingemeindung 1970 zu Schwalmtal. Er liegt an der Landstraße von Schwalmtal nach Gladbach. Südlich grenzt die Bundesautobahn 52 an. Sprachgeografisch bedeutet Hostert Hofstatt. Zum Ort gehört der Komplex des ab 1909 errichteten St. Josef-Kinderheims. Er steht nach mehrfachem Nutzungswechsel seit vielen Jahren leer.